# 人間の爆発
「人間の爆発」（にんげんのばくはつ）は、日本のバンド・フラワーカンパニーズの14枚目のシングル。

## 解説
- 前作より約1年半ぶりのリリース。
- ライブ会場限定販売。

## 収録曲
1. 人間の爆発
2. 愛を半分
  - アルバム未収録。
3. YES,FUTURE

## 収録アルバム
- 吐きたくなるほど愛されたい（#1, #3）
- BEST FLOWER 〜Trash Years〜（#3）
- フラカン一座、熱狂低気圧 磔磔ライブ（#1, #3） ライブバージョンでの収録。
- LIVE TRASH, RARE TRASH（#3）　ライブバージョンでの収録。
- フラカン入門（#3）